# Голубок гаїтійський
Голубок гаїтійський (Geotrygon leucometopia) — вид голубоподібних птахів родини голубових (Columbidae). Ендемік Домініканської Республіки. Раніше вважався конспецифічним з білолобим голубком.

## Опис
Довжина птаха становить 28 см, вага 171 г. Лоб білий, решта голови сіра. Шия з боків червонувато-пурпурова або фіолетова, груди сірі, нижня частина живота рудувата. Верхня частина тіла темно-сіра, має пурпурово-синій металевий відблиск. Очі червоні. У молодих птахів забарвлення більш коричневе, пурпуровий відблиск на шиї відсутній.

## Поширення і екологія
Гаїтійські голубки є ендеміками острова Гаїті. Вони мешкають в горах Кордильєра-Сентраль і Сьєрра-де-Баоруко на заході Домініканської Республіки. Раніше вони мешкали також на південному сході Гаїті і в горах Сьєрра-де-Неїба, однак вимерли. Гаїтійські голубки живуть в підліску вологих гірських тропічних лісів і на плантаціях. Зустрічаються поодинці або парами, на висоті до 1800 м над рівнем моря. Живляться насінням і дрібними безхребетними, яких шукають на землі.

## Збереження
МСОП класифікує цей вид як такий, що перебуває під загрозою зникнення. За оцінками дослідників, популяція гаїтійських голубків становить від 1000 до 2500 птахів. Їм загрожує знищення природного середовища.